# Salernitana Sport 2004-2005
Questa voce raccoglie i dati della Salernitana Sport nelle competizioni ufficiali della stagione 2004-2005.

## Stagione

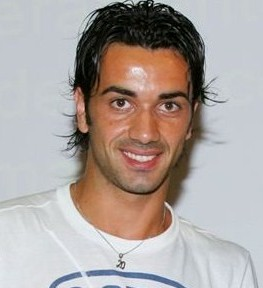
Raffaele Palladino, 15 gol in campionato e 4 in Coppa Italia

La stagione 2004-2005 parte bene per la Salernitana, disputando due gare in Coppa Italia in cui ha modo di mettersi in mostra il giovane bomber Raffaele Palladino (originario della vicina Marano di Napoli, giunto in prestito dalla Juventus), il quale risulterà determinante per il resto della stagione dei campani, grazie alle sue gesta e soprattutto ai suoi gol.
Nonostante il buon inizio di stagione, i granata subiscono un brusco calo. Dopo aver racimolato solo tre pareggi e tre sconfitte, l'allenatore Aldo Ammazzalorso viene esonerato e al suo posto il direttore sportivo Antonino Imborgia (che sostituisce Carmine Longo, in carica la stagione precedente) affida momentaneamente la panchina a Vincenzo Marino, allenatore della Squadra Primavera. Dopo una settimana Marino diventa allenatore in seconda del nuovo tecnico Angelo Gregucci, mentre Raffaele Novelli diventa nuovo allenatore della Primavera.
Con Gregucci la Salernitana ottiene prestazioni altalenanti, tuttavia una serie di 11 risultati utili consecutivi, unitamente ad altri ottimi risultati ottenuti dal mister grazie a Palladino e compagni, consente di ottenere la salvezza alla penultima giornata battendo in rimonta l'Ascoli in uno stadio Arechi pieno in ogni ordine di posti.
Tuttavia il buon campionato e la salvezza conseguita vengono vanificati il 9 luglio dalla CO.VI.SOC.  che esclude i granata dai campionati professionistici, in quanto gravemente indebitati. Dopo cinque giorni  la CO.A.VI.SOC. conferma la decisione, che viene ratificata il 15 luglio anche dal Consiglio Federale.
Nonostante ciò il presidente Aliberti decide di mandare comunque la squadra in ritiro sotto la guida di Aldo Ammazzalorso, nella speranza che il suo ricorso alla Camera di Conciliazione e Arbitrato del CONI possa essere accolto; tuttavia il 26 luglio arriva una sentenza di respingimento, e il giorno seguente la FIGC ammette al Lodo Petrucci la nuova Salernitana Calcio 1919, che garantirà continuità storica al calcio salernitano ripartendo da una categoria inferiore così come previsto dal regolamento: quindi dalla Serie C1.
Aliberti, però, non demorde e presenta ricorso prima al TAR del Lazio, poi al Consiglio di Stato, ma vengono entrambi respinti, e il 9 agosto gli uomini di Ammazzalorso abbandonano definitivamente il ritiro.
Così come affermato da molti addetti ai lavori e personalità appartenenti al mondo calcistico, e come più volte sottolineato dallo stesso Aliberti, la Salernitana Sport è stata esclusa dalla B perché poco incisiva sul piano politico e incapace di far valere le sue giuste ragioni; nonostante fosse in grado, come anche ampiamente documentato nelle sedi preposte, di sostenere la rateizzazione dei debiti accumulati.

## Divise e sponsor
Lo sponsor tecnico per la stagione 2004-2005 è Devis, mentre gli sponsor ufficiali sono: Centrale del latte di Salerno, con il marchio "Campania in tavola" e con quello della stessa centrale e Caffè Motta.
| Casa | Trasferta |

## Organigramma societario
Fonte
Area direttiva
- Presidente: Aniello Aliberti
- Amministratore Delegato: Nanni Condò
- Direttore Generale: Antonino Imborgia
- Segretario: Diodato Abagnara

Area organizzativa
- Team manager: Eugenio Caligiuri

Area comunicazione
- Addetto Stampa: Simona Di Carlo

Area tecnica
- Allenatore: Aldo Ammazzalorso, dal 7/10/2004 Vincenzo Marino, dal 10/10/2004 Angelo Gregucci
- allenatore in seconda: Giovanni Bucaro, dal 10/10/2004 Vincenzo Marino
- Preparatore Portieri: Luigi Genovese
- Preparatore Atletico: Fabio Martinelli, dal 7/10/2004 Roberto Fiorillo

Area sanitaria
- Medico Sociale: Vittorino Testa, dal 5/09/2004 Andrea Massa, dal 12/10/2004 Andrea D'Alessandro
- Massaggiatore: Antonio Moscariello
- Magazziniere: Rosario Fiorillo

## Rosa
Fonte
| N. |                     | Ruolo | Calciatore               |
| -- | ------------------- | ----- | ------------------------ |
| 1  | Italia (bandiera)   | P     | Domenico Botticella      |
| 2  | Svezia (bandiera)   | C     | Karl Corneliusson        |
| 3  | Italia (bandiera)   | D     | Stefano De Angelis       |
| 4  | Italia (bandiera)   | C     | Roberto Breda (Capitano) |
| 5  | Italia (bandiera)   | C     | Manuel Coppola           |
| 6  | Camerun (bandiera)  | D     | Antonio Ghomsi           |
| 7  | Italia (bandiera)   | C     | Claudio Ferrarese        |
| 8  | Italia (bandiera)   | C     | Raffaele Longo           |
| 9  | Nigeria (bandiera)  | A     | Benjamin Onwuachi        |
| 10 | Italia (bandiera)   | C     | Davide Bombardini        |
| 11 | Italia (bandiera)   | A     | Raffaele Rubino          |
| 12 | Italia (bandiera)   | P     | Pasquale Russo           |
| 13 | Italia (bandiera)   | D     | Angelo Siniscalchi       |
| 13 | Italia (bandiera)   | D     | Salvatore Fresi          |
| 14 | Svizzera (bandiera) | C     | Rijat Shala              |
| 15 | Italia (bandiera)   | D     | Samuele Olivi            |
| 15 | Svezia (bandiera)   | C     | Martin John Allan Åslund |
| 16 | Italia (bandiera)   | D     | Andrea Servi             |
| 17 | Italia (bandiera)   | D     | Christian Terni          |

| N. |                    | Ruolo | Calciatore         |
| -- | ------------------ | ----- | ------------------ |
| 18 | Italia (bandiera)  | A     | Roberto Massaro    |
| 19 | Italia (bandiera)  | D     | Raffaele Schiavi   |
| 20 | Italia (bandiera)  | A     | Raffaele Palladino |
| 21 | Italia (bandiera)  | C     | Christian Scarlato |
| 22 | Italia (bandiera)  | P     | Alex Brunner       |
| 23 | Italia (bandiera)  | A     | Massimo Borgobello |
| 23 | Francia (bandiera) | C     | Julien Brellier    |
| 24 | Francia (bandiera) | A     | Nassim Mendil      |
| 25 | Camerun (bandiera) | D     | Patrice Feussi     |
| 26 | Brasile (bandiera) | C     | Leandro Guerreiro  |
| 26 | Italia (bandiera)  | D     | Tiziano Polenghi   |
| 27 | Italia (bandiera)  | D     | Daniele Gregori    |
| 30 | Italia (bandiera)  | D     | Cristian Molinaro  |
| 31 | Italia (bandiera)  | P     | Lorenzo Prisco     |
| 55 | Italia (bandiera)  | D     | Maurizio Lanzaro   |
| 67 | Italia (bandiera)  | P     | Marco Ambrosio     |
| 74 | Italia (bandiera)  | C     | Gianluca Galasso   |
| 76 | Italia (bandiera)  | D     | Giovanni Orfei     |
| 77 | Italia (bandiera)  | A     | Igor Zaniolo       |

La FIGC sciolse la squadra a fine stagione.

## Risultati

### Serie B

#### Girone di andata
| Salerno 11 settembre 2004, ore ? CEST 1ª giornata | Salernitana      | 0 – 0 referto | Treviso | Stadio Arechi (12.666 spett.)\| Arbitro: \| Nucini (Ravenna) \| |
| Arbitro:                                          | Nucini (Ravenna) |               |         |                                                                 |

| Arbitro: | Bergonzi (Genova) |

|             |           |               |
| Jiménez 35’ | Marcatori | 80’ Ferrarese |

| Arbitro: | Stefanini (Prato) |

|                                           |           |                                           |
| Shala 17’ Mendil 53’ Palladino 70’ (rig.) | Marcatori | 24’ Godeas 38’ Pecorari 45+2’ Moscardelli |

| Arbitro: | Rocchi (Firenze) |

|                                                   |           |  |
| Caccia 20’ Milito 39’, 68’ Zanini 54’ Makinwa 77’ | Marcatori |  |

| Arbitro: | Romeo (Verona) |

|                                          |           |  |
| Gasparetto 17’ Lodi 53’ Olivi 86’ (aut.) | Marcatori |  |

| Arbitro: | Morganti (Ascoli Piceno) |

|  |           |                                    |
|  | Marcatori | 22’ Ravanelli 90+3’ Ferreira Pinto |

| Arbitro: | Nucini (Ravenna) |

|                                      |           |  |
| Carbone 25’ Cammarata 33’ Corona 55’ | Marcatori |  |

| Salerno 15 ottobre 2004, ore ? CEST 8ª giornata | Salernitana       | 0 – 0 referto | Torino | Stadio Arechi (6.198 spett.)\| Arbitro: \| Messina (Bergamo) \| |
| Arbitro:                                        | Messina (Bergamo) |               |        |                                                                 |

| Arbitro: | Giannoccaro (Lecce) |

|                                                  |           |                      |
| Palladino 11’ (rig.) Radice 59’ (aut.) Terni 64’ | Marcatori | 51’ Pepe 69’ Lucenti |

| Arbitro: | Mazzoleni (Bergamo) |

|                             |           |  |
| Landaida 19’ Biancolino 36’ | Marcatori |  |

| Arbitro: | Girardi (San Donà di Piave) |

|  |           |                  |
|  | Marcatori | 5’ Terra 61’ Job |

| Arbitro: | Cassarà (Palermo) |

|           |           |  |
| Mayer 85’ | Marcatori |  |

| Arbitro: | Squillace (Catanzaro) |

|                                                                                 |           |             |
| Olivi 31’ Longo 36’ Zaniolo 43’ Palladino 72’ (rig.) Ferrarese 83’ Onwuachi 90’ | Marcatori | 37’ Cavalli |

| Arbitro: | Farina (Novi Ligure) |

|            |           |                                   |
| Carrus 45’ | Marcatori | 24’ Bombardini 42’, 86’ Palladino |

| Arbitro: | Squillace (Catanzaro) |

|                                          |           |             |
| Ferrarese 24’ Zaniolo 70’ Onwuachi 90+1’ | Marcatori | 52’ Bonanni |

| Arbitro: | Preschern (Mestre) |

|             |           |                           |
| Bonazzi 84’ | Marcatori | 46’, 75’ (rig.) Palladino |

| Arbitro: | Dattilo (Locri) |

|                                   |           |  |
| Zaniolo 43’ Onwuachi 90+2’ (rig.) | Marcatori |  |

| Arbitro: | De Marco (Chiavari) |

|                        |           |               |
| Russo 10’ Vugrinec 26’ | Marcatori | 74’ Palladino |

| Arbitro: | Nucini (Ravenna) |

|              |           |                         |
| Palladino 7’ | Marcatori | 8’ Italiano 66’ Behrami |

| Arbitro: | Squillace (Catanzaro) |

|                                           |           |                      |
| Bucchi 12’ Capparella 22’ Monticciolo 59’ | Marcatori | 33’ Longo 55’ Mendil |

| Arbitro: | Mazzoleni (Bergamo) |

|            |           |           |
| Rubino 89’ | Marcatori | 85’ Konko |

#### Girone di ritorno
| Arbitro: | Rizzoli (Bologna) |

|                |           |  |
| Dall'Acqua 82’ | Marcatori |  |

| Arbitro: | Stefanini (Prato) |

|             |           |             |
| Zaniolo 13’ | Marcatori | 84’ Jiménez |

| Arbitro: | Cruciani (Pesaro) |

|              |           |  |
| Godeas 90+2’ | Marcatori |  |

| Arbitro: | Ayroldi (Molfetta) |

|                                                        |           |  |
| Rubino 20’ Palladino 36’ Polenghi 80’ Bombardini 90+3’ | Marcatori |  |

| Arbitro: | Pieri (Lucca) |

|                    |           |            |
| Pratali 22’ (aut.) | Marcatori | 36’ Tavano |

| Arbitro: | Mazzoleni (Bergamo) |

|  |           |                |
|  | Marcatori | 30’ Bombardini |

| Salerno 27 febbraio 2005, ore ? CET 28ª giornata | Salernitana         | 0 – 0 referto | Catanzaro | Stadio Arechi (6.769 spett.)\| Arbitro: \| De Marco (Chiavari) \| |
| Arbitro:                                         | De Marco (Chiavari) |               |           |                                                                   |

| Torino 6 marzo 2005, ore ? CET 29ª giornata | Torino                | 0 – 0 referto | Salernitana | Stadio delle Alpi (7.478 spett.)\| Arbitro: \| Squillace (Catanzaro) \| |
| Arbitro:                                    | Squillace (Catanzaro) |               |             |                                                                         |

| Arbitro: | Preschern (Mestre) |

|  |           |             |
|  | Marcatori | 16’ Lanzaro |

| Salerno 26 marzo 2005, ore ? CET 31ª giornata | Salernitana       | 0 – 0 referto | Venezia | Stadio Arechi (8.896 spett.)\| Arbitro: \| Cruciani (Pesaro) \| |
| Arbitro:                                      | Cruciani (Pesaro) |               |         |                                                                 |

| Arbitro: | Rizzoli (Bologna) |

|  |           |                               |
|  | Marcatori | 45+1’ Palladino 90+4’ Galasso |

| Arbitro: | Cassarà (Palermo) |

|                            |           |                  |
| Palladino 33’ Polenghi 57’ | Marcatori | 14’, 62’ Asamoah |

| Arbitro: | Mazzoleni (Bergamo) |

|             |           |            |
| Salvetti 9’ | Marcatori | 27’ Åslund |

| Arbitro: | De Marco (Chiavari) |

|                            |           |                                 |
| Molinaro 31’ Palladino 75’ | Marcatori | 16’ Santoruvo 78’ (rig.) Carrus |

| Arbitro: | Castellani (Verona) |

|                                          |           |           |
| Pesoli 11’ Margiotta 25’, 54’ Rigoni 48’ | Marcatori | 86’ Shala |

| Arbitro: | Saccani (Mantova) |

|               |           |             |
| Palladino 34’ | Marcatori | 44’ Joelson |

| Arbitro: | Dattilo (Locri) |

|             |           |  |
| Spinesi 10’ | Marcatori |  |

| Arbitro: | Mazzoleni (Bergamo) |

|               |           |  |
| Ferrarese 19’ | Marcatori |  |

| Arbitro: | Dattilo (Locri) |

|            |           |            |
| Rosina 11’ | Marcatori | 58’ Rubino |

| Arbitro: | Preschern (Mestre) |

|                           |           |             |
| Palladino 47’ Zaniolo 48’ | Marcatori | 8’ Colacone |

| Arbitro: | Racalbuto (Gallarate) |

|                                                   |           |              |
| Guzmán 9’ Russo 14’ Porchia 35’ Ghomsi 89’ (aut.) | Marcatori | 60’ Onwuachi |

### Coppa Italia

#### Fase a gironi
| Arbitro: | Girardi (San Donà di Piave) |

|             |           |                              |
| Cinelli 47’ | Marcatori | 3’, 8’ Onwuachi 6’ Palladino |

| Arbitro: | Squillace (Catanzaro) |

|                    |           |           |
| Palladino 24’, 44’ | Marcatori | 21’ Bruno |

| Arbitro: | Tagliavento (Terni) |

|                             |           |               |
| Ferrarese 13’ Palladino 41’ | Marcatori | 36’ Cammarata |

#### Sedicesimi di finale
| Arbitro: | Dattilo (Locri) |

|                 |           |                    |
| Mendil 36’, 88’ | Marcatori | 18’ (rig.) Brienza |

| Arbitro: | Saccani (Mantova) |

|                 |           |  |
| Farías 22’, 65’ | Marcatori |  |

## Statistiche
Statistiche aggiornate all'11 giugno 2005.

### Statistiche di squadra
| Competizione | Punti | In casa | In casa | In casa | In casa | In casa | In casa | In trasferta | In trasferta | In trasferta | In trasferta | In trasferta | In trasferta | Totale | Totale | Totale | Totale | Totale | Totale | DR |
| Competizione | Punti | G       | V       | N       | P       | Gf      | Gs      | G            | V            | N            | P            | Gf           | Gs           | G      | V      | N      | P      | Gf     | Gs     | DR |
| ------------ | ----- | ------- | ------- | ------- | ------- | ------- | ------- | ------------ | ------------ | ------------ | ------------ | ------------ | ------------ | ------ | ------ | ------ | ------ | ------ | ------ | -- |
| Serie B      | 51    | 21      | 7       | 11      | 3       | 33      | 22      | 21           | 5            | 4            | 12           | 17           | 35           | 42     | 12     | 15     | 15     | 50     | 57     | -7 |
| Coppa Italia | 9     | 3       | 3       | 0       | 0       | 6       | 3       | 2            | 1            | 0            | 1            | 3            | 3            | 5      | 4      | 0      | 1      | 9      | 6      | +3 |
| Totale       | -     | 24      | 10      | 11      | 3       | 39      | 25      | 23           | 6            | 4            | 13           | 20           | 38           | 47     | 16     | 15     | 16     | 59     | 63     | -4 |

### Andamento in campionato
| Giornata  | 1  | 2  | 3  | 4  | 5  | 6  | 7  | 8  | 9  | 10 | 11 | 12 | 13 | 14 | 15 | 16 | 17 | 18 | 19 | 20 | 21 | 22 | 23 | 24 | 25 | 26 | 27 | 28 | 29 | 30 | 31 | 32 | 33 | 34 | 35 | 36 | 37 | 38 | 39 | 40 | 41 | 42 |
| --------- | -- | -- | -- | -- | -- | -- | -- | -- | -- | -- | -- | -- | -- | -- | -- | -- | -- | -- | -- | -- | -- | -- | -- | -- | -- | -- | -- | -- | -- | -- | -- | -- | -- | -- | -- | -- | -- | -- | -- | -- | -- | -- |
| Luogo     | C  | T  | C  | T  | T  | C  | T  | C  | C  | T  | C  | T  | C  | T  | C  | T  | C  | T  | C  | T  | C  | T  | C  | T  | C  | C  | T  | C  | T  | T  | C  | T  | C  | T  | C  | T  | C  | T  | C  | T  | C  | T  |
| Risultato | N  | N  | N  | P  | P  | P  | P  | N  | V  | P  | P  | P  | V  | V  | V  | V  | V  | P  | P  | P  | N  | P  | N  | P  | V  | N  | V  | N  | N  | V  | N  | V  | N  | N  | N  | P  | N  | P  | V  | N  | V  | P  |
| Posizione | 11 | 13 | 14 | 17 | 19 | 21 | 22 | 22 | 19 | 20 | 22 | 22 | 22 | 21 | 18 | 16 | 12 | 14 | 16 | 18 | 18 | 19 | 19 | 19 | 19 | 19 | 17 | 18 | 18 | 17 | 18 | 17 | 16 | ?  | 15 | 16 | ?  | 17 | 15 | ?  | 14 | 14 |

Fonte:  Serie B - Classifiche, su calciometro.it (archiviato dall'url originale il 29 novembre 2014).
Legenda:

Luogo: C = Casa; T = Trasferta. Risultato: V = Vittoria; N = Pareggio; P = Sconfitta.

### Statistiche dei giocatori
Sono in corsivo i calciatori che hanno lasciato la società a stagione in corso.
| Giocatore       | Serie B  | Serie B | Serie B     | Serie B    | Coppa Italia | Coppa Italia | Coppa Italia | Coppa Italia | Totale   | Totale | Totale      | Totale     |
| Giocatore       | Presenze | Reti    | Ammonizioni | Espulsioni | Presenze     | Reti         | Ammonizioni  | Espulsioni   | Presenze | Reti   | Ammonizioni | Espulsioni |
| --------------- | -------- | ------- | ----------- | ---------- | ------------ | ------------ | ------------ | ------------ | -------- | ------ | ----------- | ---------- |
| M. Ambrosio     | 22       | -21     | ?           | ?          | ?            | -?           | ?            | ?            | 22+      | -21+   | ?           | ?          |
| M. Åslund       | 12       | 1       | ?           | ?          | ?            | 0            | ?            | ?            | 12+      | 1      | ?           | ?          |
| D. Bombardini   | 33       | 3       | ?           | ?          | ?            | 0            | ?            | ?            | 33+      | 3      | ?           | ?          |
| M. Borgobello   | 8        | 0       | ?           | ?          | ?            | 0            | ?            | ?            | 8+       | 0      | ?           | ?          |
| D. Botticella   | 9        | -12     | ?           | ?          | ?            | -?           | ?            | ?            | 9+       | -12+   | ?           | ?          |
| R. Breda        | 9        | 0       | ?           | ?          | ?            | 0            | ?            | ?            | 9+       | 0      | ?           | ?          |
| J. Brellier     | 8        | 0       | ?           | ?          | ?            | 0            | ?            | ?            | 8+       | 0      | ?           | ?          |
| A. Brunner      | 11       | -23     | ?           | ?          | ?            | -?           | ?            | ?            | 11+      | -23+   | ?           | ?          |
| M. Coppola      | 34       | 0       | ?           | ?          | ?            | 0            | ?            | ?            | 34+      | 0      | ?           | ?          |
| K. Corneliusson | ?        | ?       | ?           | ?          | ?            | 0            | ?            | ?            | ?        | 0+     | ?           | ?          |
| S. De Angelis   | 15       | 0       | ?           | ?          | ?            | 0            | ?            | ?            | 15+      | 0      | ?           | ?          |
| C. Ferrarese    | 35       | 4       | ?           | ?          | ?            | 1            | ?            | ?            | 35+      | 5      | ?           | ?          |
| P. Feussi       | 0        | 0       | 0           | 0          | ?            | 0            | ?            | ?            | 0+       | 0      | 0+          | 0+         |
| S. Fresi        | 4        | 0       | ?           | ?          | ?            | 0            | ?            | ?            | 4+       | 0      | ?           | ?          |
| G. Galasso      | 25       | 1       | ?           | ?          | ?            | 0            | ?            | ?            | 25+      | 1      | ?           | ?          |
| A. Ghomsi       | 12       | 0       | ?           | ?          | ?            | 0            | ?            | ?            | 12+      | 0      | ?           | ?          |
| D. Gregori      | 5        | 0       | ?           | ?          | ?            | 0            | ?            | ?            | 5+       | 0      | ?           | ?          |
| L. Guerreiro    | 0        | 0       | 0           | 0          | ?            | 0            | ?            | ?            | 0+       | 0      | 0+          | 0+         |
| M. Lanzaro      | 34       | 1       | ?           | ?          | ?            | 0            | ?            | ?            | 34+      | 1      | ?           | ?          |
| R. Longo        | 30       | 2       | ?           | ?          | ?            | 0            | ?            | ?            | 30+      | 2      | ?           | ?          |
| R. Massaro      | 6        | 0       | ?           | ?          | ?            | 0            | ?            | ?            | 6+       | 0      | ?           | ?          |
| N. Mendil       | 17       | 2       | ?           | ?          | ?            | 2            | ?            | ?            | 17+      | 4      | ?           | ?          |
| C. Molinaro     | 39       | 1       | ?           | ?          | ?            | 0            | ?            | ?            | 39+      | 1      | ?           | ?          |
| S. Olivi        | 10       | 1       | ?           | ?          | ?            | 0            | ?            | ?            | 10+      | 1      | ?           | ?          |
| B. Onwuachi     | 15       | 4       | ?           | ?          | ?            | 2            | ?            | ?            | 15+      | 6      | ?           | ?          |
| G. Orfei        | 15       | 0       | ?           | ?          | ?            | 0            | ?            | ?            | 15+      | 0      | ?           | ?          |
| R. Palladino    | 39       | 15      | ?           | ?          | ?            | 4            | ?            | ?            | 39+      | 19     | ?           | ?          |
| T. Polenghi     | 18       | 2       | ?           | ?          | ?            | 0            | ?            | ?            | 18+      | 2      | ?           | ?          |
| L. Prisco       | 1        | -1      | ?           | ?          | ?            | -?           | ?            | ?            | 1+       | -1+    | ?           | ?          |
| R. Rubino       | 18       | 3       | ?           | ?          | ?            | 0            | ?            | ?            | 18+      | 3      | ?           | ?          |
| P. Russo        | ?        | -?      | ?           | ?          | ?            | -?           | ?            | ?            | ?        | -?     | ?           | ?          |
| C. Scarlato     | 4        | 0       | ?           | ?          | ?            | 0            | ?            | ?            | 4+       | 0      | ?           | ?          |
| R. Schiavi      | 8        | 0       | ?           | ?          | ?            | 0            | ?            | ?            | 8+       | 0      | ?           | ?          |
| A. Servi        | 4        | 0       | ?           | ?          | ?            | 0            | ?            | ?            | 4+       | 0      | ?           | ?          |
| R. Shala        | 34       | 2       | ?           | ?          | ?            | 0            | ?            | ?            | 34+      | 2      | ?           | ?          |
| A. Siniscalchi  | ?        | ?       | ?           | ?          | ?            | 0            | ?            | ?            | ?        | 0+     | ?           | ?          |
| C. Terni        | 24       | 1       | ?           | ?          | ?            | 0            | ?            | ?            | 24+      | 1      | ?           | ?          |
| I. Zaniolo      | 26       | 5       | ?           | ?          | ?            | 0            | ?            | ?            | 26+      | 5      | ?           | ?          |

## Giovanili

### Organigramma
Fonte
- Responsabile Settore Giovanile: Enrico Coscia
- Segretario Settore Giovanile: Vincenzo D'Ambrosio
- Allenatore Primavera: Vincenzo Marino, dal 7/10/2004 Raffaele Novelli

### Piazzamenti
- Primavera:
  - Campionato: 7º nel girone D
  - Coppa Italia: ?
  - Torneo di Viareggio: Quarti di finale